# Среща
„Среща“ е български игрален филм от 2003 година на режисьора Иван Трайков, по сценарий на Любомир Халачев и Кольо Петков. Саундтракът е в стил брекбийт и електро-джаз с много акустични отсвирвания и приятните вокали на Деси Андонова, и е създаден от култовите Phuture Шок. Филмът е част от поредицата на БНТ Любовта – начин на употреба.

## Актьорски състав
Роли във филма изпълняват актьорите:
- Стефка Янорова
- Стефан Вълдобрев
- Калоян Ленков
- Жанет Иванова